# Slunce, seno a pár facek
Slunce, seno a pár facek (littéralement en français Du soleil, du foin et quelques gifles), est un film tchécoslovaque réalisé par Zdeněk Troška, sorti en 1989. 
Il s'agit de la suite du film à succès Slunce, seno, jahody du même réalisateur, sorti en 1984. L'action de cette comédie se déroule de nouveau dans le petit village de Hoštice, où le film a été tourné.

## Synopsis
Blažena et Miluna ne sont pas très amoureuses. Grand-mère, dans un lit à roulettes, invente sans cesse des bêtises pour éviter de prendre les médicaments du Dr Kroupa (Josef Stárek). Venca Konopník veut épouser Blažena, enceinte, mais Miluna veut l'en empêcher. Des rumeurs se répandent dans le village, que Miluna renseigne ouvertement, déclenchant une véritable bataille entre les familles Konopník et Škopková. On raconte que Venca a un enfant avec l'ingénieur Tejfarová. Un jour, Gábina Tejfarová rend visite à l'éleveur Béďa. Et le problème dans la relation entre l'éleveur Béďa et le comptable de la ferme Evičky ne tarde pas à apparaître. Gábina croise un prêtre à vélo. Elle l'emmène au village et va voir Miluna. Les rumeurs parviennent à Škopková, qui en est informée par Keliška du presbytère. Škopková et Konopnice se rendent au pub local, où Maruška Škopková commence à injurier Miluna. C'est ainsi que les familles Škopk et Konopník règlent l'affaire entre leurs enfants. Aux côtés de Blažena se tiennent la gérante Václavka Hubičková (Jiřina Jirásková (cs)) et Josef. Blažena demande une faveur au gros Josef. Josef se rend à Bavorov pour obtenir des décorations et Blažena est censé y aller aussi. Venca et le manager Václavka y vont également. A Bavorov, il épouse Venca. Lorsqu'elle rentre chez elle, Blažena dit qu'elle n'épousera pas le médecin. Et Škopková commence à se déchaîner. Lorsqu'une véritable dispute éclate au mariage de Blažena avec le médecin, l'organisateur du mariage raconte ce qu'il a appris sur le certificat de mariage et le gérant Václavka le confirme. Ce dernier part avec le médecin, à qui Blažena a offert un panier.

## Distribution
- Helena Růžičková (cs) : Marie Škopková
- Stanislav Tříska (cs) : Vladimír Škopek
- Valerie Kaplanová (cs) : la grand-mère dans un lit à roulettes
- Martin Šotola : la petite Jirka Škopek
- Veronika Kánská : Blažena Škopková
- Broněk Černý : Venca Konopník
- Marie Pilátová
- Václav Troška : le cultivateur de chanvre
- Josef Stárek : le docteur Kroupa
- Jiřina Jirásková : Václavka Hubičková, la directrice d'école
- Luděk Kopřiva : le curé Otík
- Marie Švecová
- Vlastimila Vlková : Cecilka
- Petra Pyšová : Miluna
- Kateřina Lojdová : Gábina Tejfarová
- Jiří Lábus : Béda, l'amoureuse des animaux
- Jaroslava Kretschmerová : Evička
- Jiří Růžička : le gros Josef
- Miroslav Zounar : le Président du JZD Josef Rádl
- Pavel Vondruška : la secrétaire du MNV Mošna